# Südpudu
Der Südpudu (Pudu puda, Syn.: Pudu pudu), auch Südlicher Pudu genannt, ist ein kleiner Hirsch. Der Name Pudu ist der Sprache der Mapuche entnommen.

## Aussehen
Mit einer Schulterhöhe von 35 bis 38 cm, einer Kopf-Rumpf-Länge von 80 cm, einer Schwanzlänge von ca. 2 cm und einem Gewicht von 6 bis 8 kg zählt der Südpudu zu den kleinsten Vertretern aus der Familie der Hirsche; er ist aber etwas größer als sein nördlicher Verwandter, der Nordpudu. Sein Geweih ist sehr kurz (5–10 cm lang), nicht verzweigt und erinnert eher an kleine Hörner. Der Körper ist kurz und gedrungen. Die Tiere haben ein rötliches Fell im Sommer und ein bräunliches im Winter. Der Bauch und die Beine sind hellbraun, der Schwanz ist weiß gefärbt.

## Vorkommen

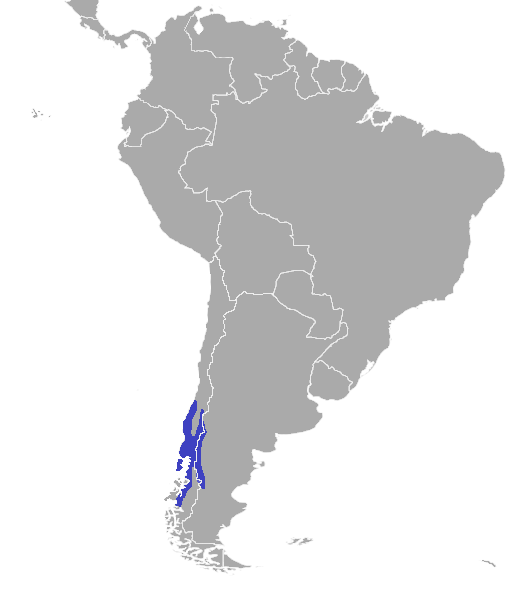
Das Verbreitungsgebiet in den südlichen Anden

Die Art lebt in den Bergwäldern der südamerikanischen Anden bis auf einer Höhe von 1.700 Metern. Sie kommt in Chile zwischen dem Río Mataquito im Norden und der Laguna San Rafael im Süden, etwa zwischen 35 und 47° Südlicher Breite vor. Im angrenzenden Argentinien liegt das Südende ihres Verbreitungsgebietes im Nationalpark Los Acerces in der Provinz Chubut. Das Habitat besteht aus unberührten temperierten Regenwäldern und Sekundärwäldern, wobei der Südpudu höhere Lagen bevorzugt.

## Lebensweise

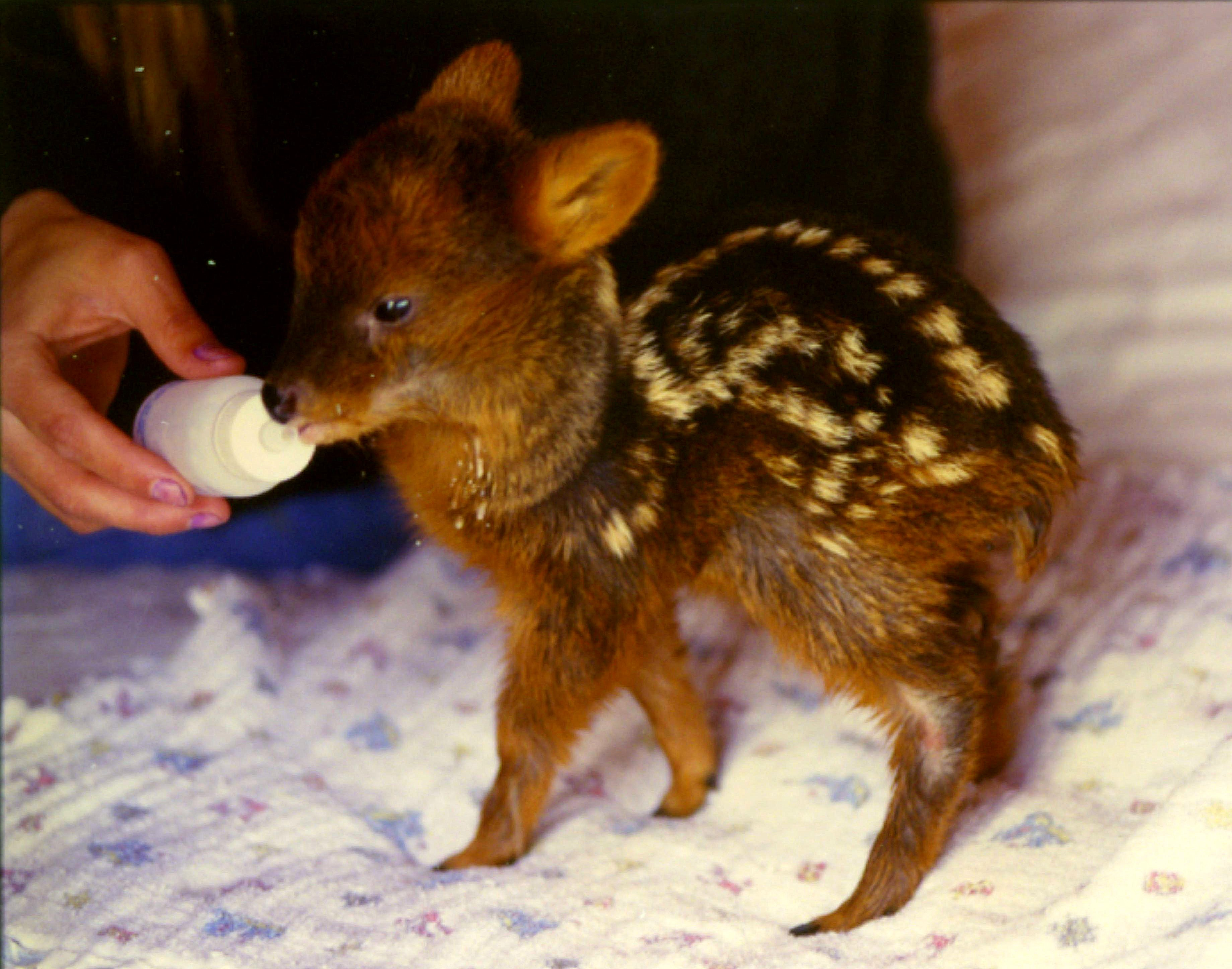
Jungtier des Südpudus

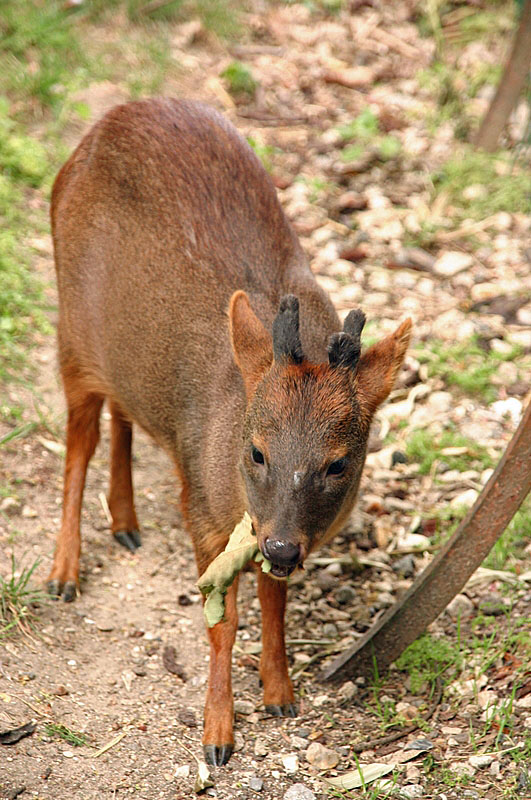
Südpudu in der Ménagerie du Jardin des Plantes in Paris

Der Südpudu ist überwiegend dämmerungsaktiv, kann aber auch am Tag beobachtet werden. Er benutzt Aktionsräume von 15 bis 25 ha Größe (die aber auch größer sein können), wobei er diese aktiv verteidigt, und ist aufgrund seines kompakten Körpers befähigt, sich durch dichte Vegetation zu bewegen. Kämpfe gegen Artgenossen bestreitet er springend, beißend und mit den Vorderbeinen schlagend. Zu den Fressfeinden zählen der Puma, die Chilenische Waldkatze, Füchse (etwa der Darwin-Fuchs) und der Magellanuhu. Der Südpudu ernährt sich vom Laub und den Trieben junger Bäume sowie Blütenpflanzen, daneben verschmäht er auch Obst und Nüsse nicht.

## Fortpflanzung
Weibchen werden spätestens mit anderthalb, Männchen mit zwei Jahren geschlechtsreif. Die Brunft ist abhängig von den Jahreszeiten und liegt zwischen März und April (Herbst der Südhalbkugel). Während dieser werben männliche Tiere um das Weibchen, indem sie sich niederkauern, wobei der Bauch fast den Boden berührt. Die Tragezeit bis zur Geburt des einzelnen, 700 bis 900 g schweren Jungtiers beträgt 195 Tage. Das Jungtier ist bräunlich gefärbt und hat am Rücken mehrere Linien weiße Flecken, diese jugendliche Fellzeichnung verliert sich aber nach drei Monaten. Bereits nach zwölf Tagen nimmt das Junge feste Nahrung zu sich, die Entwöhnung erfolgt sehr früh nach nur zwei Monaten. Das erste Geweih bildet sich mit einem Alter von maximal einem Jahr. Die höchste Lebenserwartung in Gefangenschaft liegt zwischen 17 und 18 Jahren.

## Gefährdung und Schutzmaßnahmen
Diese Art ist aufgrund von illegaler Jagd, Lebensraumzerstörung, Verdrängung durch Haustiere und eingeführten, fremden Hirscharten sowie der Zersplitterung der einzelnen Populationen in ihrem Bestand bedroht. Der Gesamtbestand wird auf etwa 10.000 Individuen geschätzt. Die IUCN listet den Südpudu als „gefährdet“ (vulnerable). Zum Erhalt der Hirschart sind Schutzgebiete ausgewiesen worden, des Weiteren laufen mehrere Forschungsprojekte, um weitere Schutzmaßnahmen für diese Art abzuklären.